# Jacques-Félix Brun
Pour les articles homonymes, voir Brun.
Jacques-Félix Brun, dit aussi Félix-Jacques Brun ou Félix Brun, né le 12 février 1763 à Toulon et mort le 28 février 1831 est un sculpteur et dessinateur français.

## Biographie
Jacques-Félix Brun entre très jeune dans l’atelier de sculpture de l’arsenal de Toulon où il est formé par Antoine Gibert, maître-sculpteur de 1763 à 1789. Il est remarqué par l’intendant de la Marine et est envoyé à Rome en 1782 aux frais de l’État pour étudier à l’Académie de France pendant quatre ans. Sous la direction de Jacques-Louis David, il s'inspire des œuvres des maîtres italiens et pratique la sculpture d’après l’antique. Revenu à Toulon, il est nommé maître-sculpteur aux ateliers de l'arsenal où, durant 35 ans, il travaille à la décoration de 28 vaisseaux et de navire de moindre importance.
En 1796, il décide de regrouper dans son atelier les sculptures en bois et les modèles de vaisseaux entreposés dans la corderie et à divers endroits de l'arsenal. Il établit une liste destinée à Charles Dupin (1784-1873), officier du génie maritime qui convainc le préfet maritime, Jean-Marthe-Adrien Lhermitte, de l'intérêt de réunir de tels chefs-d'œuvre. Ce sera la base du musée national de la Marine de Toulon. Le 3 septembre 1814, un arrêté entérine sa construction, la direction étant confiée à Charles Dupin.

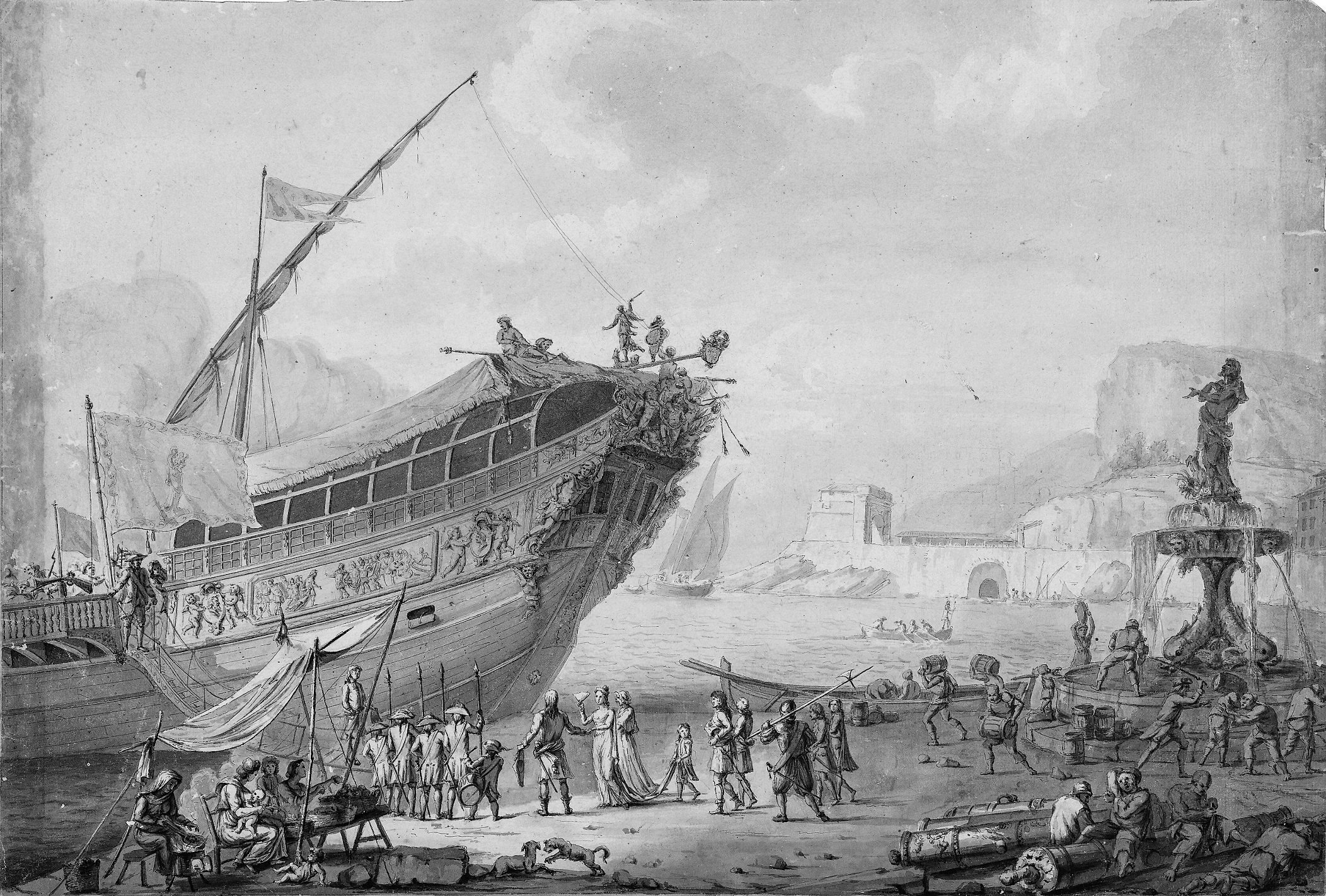
Port de mer ouvert (vers 1820), Toulon, musée national de la Marine.

## Œuvres
Sculpteur sur bois pour la marine, la majorité des œuvres de Brun ont disparu. Le musée national de la Marine de Toulon conserve quelques plans et projets décoratifs (fontaines, plafonds, demeures, etc.). Jacques-Félix Brun participa à la décoration du musée construit après 1814.
- Port de mer ouvert ou Vue de port imaginaire, dessin à la plume et lavis d'encre noire, 42 × 62,7 cm, Toulon, musée national de la Marine.